# Munición de uranio empobrecido
Las municiones de uranio empobrecido son un tipo de municiones construidas en gran medida con uranio empobrecido.

## Historial de sus usos
Los EE. UU. llevan utilizando munición de uranio empobrecido desde hace años, y sobre todo su uso más reciente se ha dado en las campañas de Yugoslavia y en Irak; Se comenta, y fuentes confirman[cita requerida], que se utilizaron en el conflicto de Libia contra las fuerzas leales a Gadafi.
La munición de uranio empobrecido se usa, sobre todo, por su alta capacidad de penetración en búnkeres y en carros de combate; así como en blindados, y están reconocidos oficialmente como munición convencional, pero su uso no escapa a la polémica, dada las consecuencias y efectos sobre las personas y el medio ambiente.[cita requerida]

## Consecuencias y debates sobre su uso
La carga tóxica y radiactiva que portan suele esparcirse por una cierta área en forma de polvo radiactivo de baja intensidad. Ello podría ser causa de un aumento en las tasas de cáncer en las zonas afectadas por dichos ataques aunque faltan estudios al respecto. Sus efectos no están claros pero podrían actuar más debido a sinergias, sumándose sus propiedades químicas como metal pesado (permanecen largo tiempo en el organismo) como a la suma acumulativa de exposición a la radiación a lo largo de la vida (por lo que no sólo afectaría a quien recibe el disparo sino también a quien lo realiza)[cita requerida].

## Efectos en el organismo
Aunque el propósito de esta clase de municiones no es el de producir contaminación, algunos científicos y médicos han denunciado que deja desechos nocivos tanto desde un punto de vista toxicológico como radiológico. Se ha denunciado que no solo contiene uranio-238 (que es propiamente el uranio empobrecido), que es un comprobado agente teratogénico, sino también otros elementos subproducto del decantamiento de éste y de un mal procesamiento del material. Estos subproductos presentes en menor proporción serían sin embargo los causantes de la mayor parte de la radiación. Asimismo, el uranio empobrecido, que en sí mismo en teoría no es tan nocivo, tras la colisión, se funde, vaporiza y pulveriza, convirtiéndose en un agente mucho más penetrante para el cuerpo humano, visible tanto en la forma de cánceres de diversa índole, como en heridas causadas por el propio proyectil. Afectaría también el estado del agua y sus suministros si impactara en una zona habitada, así como las tierras a cultivar son afectadas por años. Esto es sólo comparable con los efectos causados por el desastre de Chernóbil, obviamente que los asociados al uso de esta clase de munición son más frecuentes.[cita requerida]